# Integrin β-3
Integrin β-3 (synonym CD61) ist ein Oberflächenprotein aus der Gruppe der Integrine.

## Eigenschaften
CD61 ist ein Zelladhäsionsmolekül und besitzt mehrere Isoformen, von denen A und C in vielen Geweben gebildet werden, z. B. A in Osteoblasten und C in Prostata und Hoden. CD61 bildet mit Integrin α-V einen heterodimeren Rezeptor für Cytotactin, Fibronectin, Laminin, Matrix-Metalloproteinase-2, Osteopontin, Osteomodulin, Prothrombin, Thrombospondin, Vitronectin, Von-Willebrand-Faktor, NRG1, FGF1, IGF1, Fibrillin-1 und Fraktalkin (synonym CX3CL1). Ebenso bildet es einen heterodimeren Rezeptor mit Integrin alpha-IIb für Fibronectin, Fibrinogen, Plasminogen, Prothrombin, Thrombospondin und Vitronectin. Dabei wird die RGD-Sequenz bzw. H-H-L-G-G-G-A-K-Q-A-G-D-V (in der gamma-Kette des Fibrinogens) gebunden. Durch die Bindung des Fibrinogens wird die Blutgerinnung eingeleitet. Weiterhin ist es an der Angiogenese beteiligt, weshalb es zur Behandlung von Tumoren untersucht wird. PLA2G2A bindet an eine andere Bindungsstelle und moduliert die Affinität zum Liganden der Rezeptorfunktion. CD61 ist glykosyliert und phosphoryliert. CD61 bindet zudem PTK2, ITGB3BP, TLN1 und CIB1.
Das Heterodimer aus Integrin α-V und β-3 ist der zelluläre Rezeptor für das Zytomegalievirus (HHV-5), HHV-8, das Coxsackievirus A9, das Hantavirus, das humane Metapneumovirus, das humane Parechovirus 1 und das West-Nil-Virus. Bei einer Infektion mit HIV verstärkt die Bindung des Tat-Proteins an das Heterodimer α-V/β-3 die Angiogenese in einem Kaposi-Sarkom.